# Thorfinnøyane
Die Thorfinnøyane sind eine Gruppe kleiner Inseln 8 km vor der Küste des ostantarktischen Mac-Robertson-Lands. Sie liegen zwischen dem Campbell Head und Kap Simpson. 
Norwegische Kartografen, die sie auch benannten, kartierten sie anhand von Luftaufnahmen, die bei der Lars-Christensen-Expedition 1936/37 entstanden. Namensgeber ist das norwegische Walfangschiff Thorfinn, das zwischen 1933 und 1934 in den Gewässern um diese Inselgruppe operierte.